# 디뮤지엄
디뮤지엄 (D Museum)은 대한민국 서울에 위치한 미술관 및 전시관이다. 대림미술관의 부속관이자 대림문화재단에서 운영하는 곳 중 하나로, 2015년 12월에 한남동 독서당로에 개관했으나, 2021년 성수동 서울숲 인근으로 이전했다. 주소는 성동구 왕십리로 83-21이다.

## 역사
대림문화재단이 2016년 재단설립 20주년을 앞두고 기획한 전시 공간으로, 2015년 12월 5일에 개관하였다. 5일부터는 라이트 아트를 주제로 한 개관전 '아홉 개의 빛, 아홉 개의 감성'이 2016년 5월 8일까지 진행되었으며, 세리스 윈 에반스, 카를로스 크루즈 디에즈, 플린 탤벗, 폴 콕세지 등의 작가가 전시에 참여하였다. 개관특별전의 누적 관람객은 26만 명에 달했다.

## 시설과 운영
디뮤지엄은 총면적 2,431m2의 전시실 2개 층으로 구성되어 있다. 높이는 최소 4m에서 최대 8m까지이며, 기둥이 없어 완전히 다른 구조로 공간 변형이 가능하다. 전시실 이외에는 국내외 아티스트의 콜라보레이션 상품을 소개하는 뮤지엄샵, 미술관내 전용 카페인 'D카페', 200명 이상을 수용할 수 있는 4층의 다목적홀 스튜디오, 지하주차장으로 구성되어 있다.
디뮤지엄의 개관 시간은 평일과 일요일 오전 10시부터 오후 6시까지, 금요일과 토요일은 연장 개관으로 오후 8시까지 운영되며, 월요일과 설날, 추석 연휴에는 휴관한다. D카페 역시 미술관과 동일한 시간에 운영된다. 온라인 회원이나 단체관람, 어르신, 장애인인 경우에는 할인이 적용된다. 유모차 입장은 제한된다.

## 위치
버스
- 서울숲 정류소 (121, 2014, 2224, 2413) - 도보 1분
- 뚝도아리수정수센터,수도박물관 정류소 (2412) - 도보 5분
- 뚝섬역(2번출구/8번출구) 정류소 (2016) - 도보 8분

지하철
- 수도권 전철 수인·분당선 서울숲역
- 서울 지하철 2호선 뚝섬역

## 같이 보기
- 서울특별시의 미술관 목록